# Antiljas
Antiljas (arab.: أنطلياس, Anṭilyās) – nadmorskie miasto w Libanie, w kadzie Al-Matin, 5 km na północ od Bejrutu, dawna kolonia grecka, obecnie siedziba ormiańskiego Katolikosa Wielkiego Domu Cylicyjskiego.